# Józef Hofmann
Józef Kazimierz Hofmann (ur. 20 stycznia 1876 w Krakowie, zm. 16 lutego 1957 w Los Angeles) – polski pianista, kompozytor, pedagog i wynalazca; w 1926 naturalizowany w USA.

## Życiorys

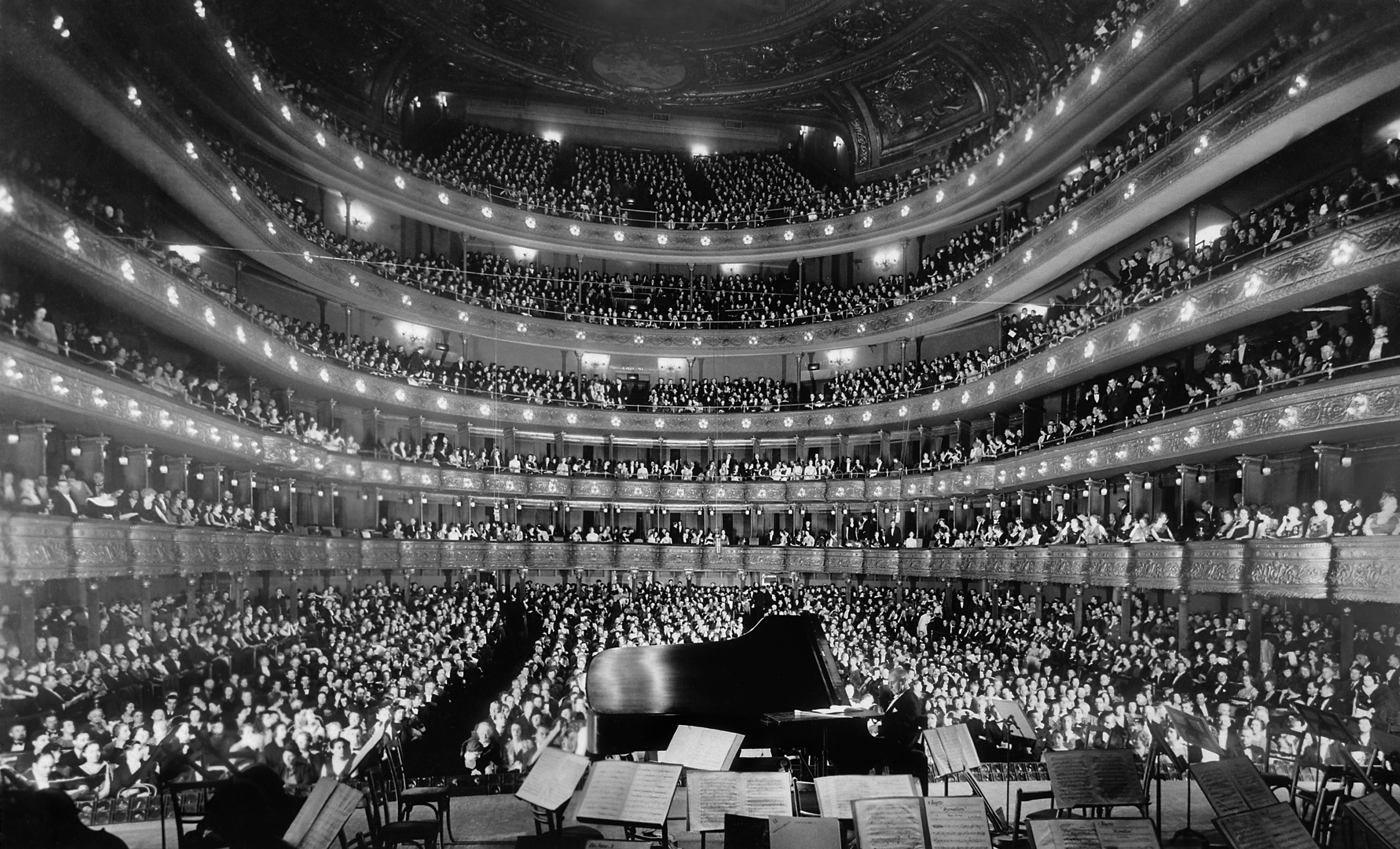
Dawna Metropolitan Opera House (39th Street) w Nowym Jorku. Pełna sala widziana z tyłu sceny na koncercie Josefa Hofmanna, 28 listopada 1937

Bardzo wcześnie rozpoczął naukę gry na fortepianie i już jako ośmiolatek dawał koncerty przed publicznością warszawską, jako dziesięciolatek publicznością wielu krajów europejskich, a rok później także amerykańską. Po odbyciu w 1887 52 koncertów w dziesięć tygodni, w wyniku protestu New York Society for the Prevention of Cruelty to Children (Nowojorskie Towarzystwo Zapobiegania Okrucieństwu Wobec Dzieci), podyktowanego obawą o jego zdrowie, musiał przerwać tournée. Udał się wtedy do Berlina, gdzie, dzięki stypendium Alfreda Corninga Clarka, odbył w latach 1888−1894 studia. Uczył się kompozycji u Heinricha Urbana oraz gry na fortepianie pod kierunkiem Maurycego Moszkowskiego i Eugena d'Alberta. W 1894 uzyskał I nagrodę na Konkursie imienia Antona Rubinsteina (którego był uczniem) w Hamburgu, na którym wykonał jego Koncert d-moll op.70. Sukces ten pozwolił mu na liczne, cieszące się wielkim powodzeniem, występy m.in. w krajach skandynawskich, Anglii i Rosji. Co roku koncertował też w Stanach Zjednoczonych, których obywatelstwo otrzymał w roku 1926.

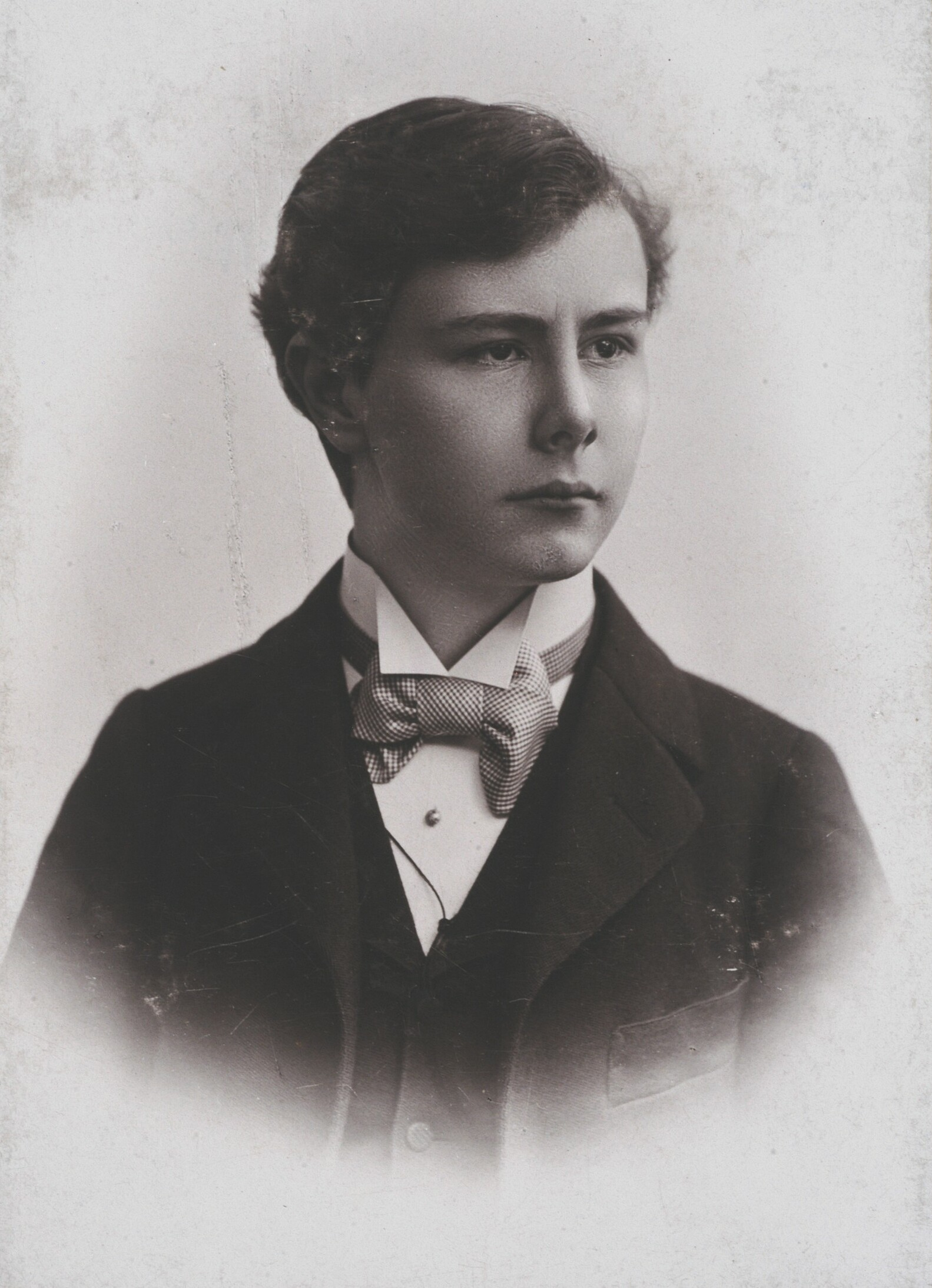
Józef Hofmann, 1895

Od 1924 zarządzał Wydziałem Fortepianu w Curtis Institute of Music w Filadelfii, a w latach 1927–1938 był dyrektorem tego Instytutu. Jego uczniami byli m.in.: Ellen Ballon, Abram Chasins, Shura Cherkassky, Ruth Slenczynska, Walter Susskind, Teresita Tagliapietra, Aleksander Wielhorski i Leopold Zieliński. Był także kompozytorem (pseudonim Michel Dvorsky) utworów na orkiestrę i fortepian. Karierę pianistyczną zakończył 19 stycznia 1946 recitalem w Carnegie Hall.
Piotr Wierzbicki uważał Hoffmana za największego wykonawcę dzieł Chopina w XX wieku, podkreślając m.in. lekkość jego gry, wyrobienie lewej ręki, „drobny dźwięk” i swobodny rytm.

## Rodzina
Ojciec Józefa Hofmanna – Kazimierz Hofmann był kompozytorem, dyrygentem i pianistą, a matka, Matylda Pindelska, śpiewaczką (ur. 1851 w Krakowie), córką Wincentego i Eleonory z Wyszkowskich. Józef miał starszą siostrę – Zofię Wandę (ur. 11 czerwca 1874 w Krakowie). W okresie dzieciństwa ich ojciec, Kazimierz, pozostawał w związku małżeńskim z Anielą Teofilą z Kwiecińskich (ur. 3 stycznia 1843 w Warszawie), która po przeniesieniu się w 1878 z mężem do Warszawy zmarła tam 12 października 1885, wpis 1392. Wtenczas Kazimierz Hofmann zawarł ślub z ich matką, Matyldą Franciszką Pindelską, w bazylice Świętego Krzyża w Warszawie w dniu 17 czerwca 1886.
Józef Hofmann był dwukrotnie żonaty. Z pierwszą żoną, Marią Eustis, miał córkę, a z drugą, Betty Short, trzech synów.

## Ordery i odznaczenia
- Krzyż Komandorski Orderu Odrodzenia Polski (11 listopada 1934)[8]

## Wynalazki
Znany jest z licznych wynalazków, dotyczących m.in. samochodów i fortepianu. Opatentował ponad 70 wynalazków, w tym także urządzenie służące do pomiaru siły nacisku palców pianisty, regulację wysokości taboretu do fortepianu.

## Kompozycje

### Utwory na orkiestrę
- Symfonia E-dur (1916)
- 5 koncertów fortepianowych (1916)
- Chromaticon na fortepian i orkiestrę (1916)
- poemat symfoniczny The Haunted Castle (Zaklęty zamek) (1918)

### Utwory na fortepian
- Polonaise (ok. 1888)
- Wariacje i fuga op.14, (1892)
- 2 morceaux op.15, (1892)
- Mazurki op.16, (1892)
- Andante i Presto op.17, (1892)
- Durch die Wolken op.18, (1893)
- 5 morceaux op.20 (Impromptu, Echo, Menuet, Berceuse, Elegia), (1893)
- Sonata F-dur op.21, (1893)
- 3 morceaux op.22 (Nocturne, Bolero, Barkarola), (1894)
- 2 compositions op.23, (1896)
- Sonata op.24, (1897)
- Novelette Fis-dur i A-dur op.27 i 28, (1897)
- 8 préludes op.30, (1903)
- Scénes de ballet op.33, (1903)
- Charakterskizzen op.40, (1908)
- Valse caprice op.53, (1902)
- 3 impressions, (1915)